# John L. Sullivan
John Lawrence Sullivan (15. listopada 1858. – 2. veljače 1918.)
bio je američki boksač.
Iako u njegovo vrijeme nije postojala službena titula svjetskog prvaka u boksu, Sullivan je priznat kao prvi u povijesti svjetski prvak u boksu s rukavicama, a bio je i zadnji svjetski prvak u boksu bez rukavica, tj. golim šakama, 
Titulu svjetskog prvaka držao je od 7. veljače 1882.g. do 1892.g. Sullivan je bio prvi američki sportaš koji je u američkom društvu imao status nacionalnog junaka, i prvi američki sportaš koji je zaradio preko milijun dolara.
Sullivan je izgubio titulu svjetskog prvaka u borbi s James J. Corbettom, 7. rujna 1892.g. 